# Amaro de Azambuja Vilanova
Amaro de Azambuja Villanova (Rio Grande do Sul,  18 de abril de 1879 — , ) foi um militar e político brasileiro.
Foi casado com Maria Augusta de Moura e Cunha Villanova. Pai de Antonio Carlos Villanova (co-fundador da Polícia Técnica Federal) e Maria Helena Villanova. Amigo íntimo de Getulio Vargas, foi o primeiro general de quatro estrelas do Brasil.
Bacharel em matemática e ciências físicas, fez também os cursos de estado-maior, de engenharia e de revisão.
Em 10 de novembro de 1937, com a implantação do Estado Novo, foi designado interventor federal em Pernambuco. Em 15 de novembro foi promovido a general-de-brigada. Exerceu o comando do Executivo pernambucano apenas até dezembro de 1937, quando transferiu o cargo para Agamenon Magalhães.
Em abril de 1940 foi promovido a general-de-divisão e transferido para a reserva. Em maio de 1951 tornou-se general-de-exército.